# Aktio-Vonitsa
Aktio-Vonitsa (Grieks: Άκτιο-Βόνιτσα) is sedert 2011 een fusiegemeente (dimos) in de Griekse bestuurlijke regio (periferia) West-Griekenland.

## Gemeentelijke herindeling (2011)
De drie deelgemeenten (dimotiki enotita) zijn:
- Anaktorio (Ανακτόριο)
- Kekropia (Κεκροπία)
- Medeon (Μεδεών)